# Sundsvall (comuna)
Sundsvall  (em sueco: Sundsvall kommun;  ouça a pronúncia) ou Sundsvália é uma comuna da Suécia localizada no condado de Västernorrland.

Possui 3 190 quilômetros quadrados e segundo censo de 2022, havia 99 361 habitantes.

Sua capital é a cidade de Sundsvall.

## Localidades principais
Localidades com mais população da comuna (2020):

| Localidade     | População | Área (hectar) | Densidade (hab./km²) |
| -------------- | --------- | ------------- | -------------------- |
| Sundsvall      | 58 813    | 4144          | 1419,2               |
| Vi             | 6 876     | 874           | 786,4                |
| Kvissleby      | 5 140     | 590           | 870,9                |
| Matfors        | 3 412     | 473           | 721,2                |
| Njurundabommen | 2 793     | 335           | 834,7                |
| Stockvik       | 2 493     | 142           | 1751,4               |
| Stöde          | 1 313     | 399           | 329,4                |

## Economia
A economia do município está tradicionalmente dominada pelo comércio e pela indústria, com destaque para as indústrias ligadas à floresta e à madeira.
Hoje em dia a atividade económica está mais diversificada, contando com a produção de celulose (SCA), alumínio, produtos químicos e máquinas, e contando ainda com várias agências estatais ligadas ao ensino (CSN), às pensões e às patentes e registros.

## Comunicações
A comuna de Sundsvall é atravessada pela estrada europeia E4 (Haparanda-Estocolmo-Helsingborg) e é o ponto de partida da E14 (Sundsvall-Östersund-Trondheim, Noruega).
É igualmente cruzada pela linha férrea de Gävle-Långsele e é o ponto de partida da linha de Sundsvall-Ånge.
Dispõe do Aeroporto de Sundsvall-Timrå a 21 km da cidade de Sundsvall, e de dois portos comerciais, um dos quais com 12,3 m de profundidade.